# 1811 en architecture
| Années de l'architecture : 1808 - 1809 - 1810 - 1811 - 1812 - 1813 - 1814    |
| Décennies de l'architecture : 1780 - 1790 - 1800 - 1810 - 1820 - 1830 - 1840 |

Cet article présente les faits marquants de l'année 1811 en architecture.

## Réalisations
- Construction du capitole des États-Unis d’Amérique dessiné par Benjamin Latrobe.

## Événements
- L'architecte britannique John Nash commence à concevoir les plans de la zone de Regent Street et de Regent's Park à Londres.

## Récompenses
- Prix de Rome : Jean-Louis Provost.

## Naissances
- 13 juillet : George Gilbert Scott († 27 mars 1878).

## Décès
- 21 janvier : Jean-François-Thérèse Chalgrin (°1739).
- 5 mai : Robert Mylne (°1734).
- 22 août : Juan de Villanueva (° 15 septembre 1739).
- Antoine Joseph de Bourge (°1737).